# Silvia Manser
Silvia Manser (* 1975 in Gais) ist eine Schweizer Köchin. Ihr Restaurant Truube in Gais im Kanton Appenzell Ausserrhoden wurde 2015 mit einem Stern des Guide Michelin ausgezeichnet. 2023 erhielt sie 17 Punkte bei Gault Millau.

## Leben
Manser wuchs in Gais als Tochter eines Wirtepaars auf. Die Truube wurde damals als Quartierbeiz von der Mutter geführt. Manser ist verheiratet mit Thomas Manser, gelernter Landwirt, mit dem sie die Truube in Gais seit 2009 führt. Das Paar hat drei Kinder. 

## Werdegang
1990 bis 1993 machte Manser die Lehre als Koch im Restaurant Sonne in Urnäsch. Sie besuchte ausserdem die Hotelfachschule Luzern und absolvierte diverse Praktika, etwa bei Reto Lampart. Nach Aufenthalten in Kanada und den USA kehrte sie 2001 in den elterlichen Betrieb zurück. Die Übernahme und der Kauf des Restaurants Truube sowie ein Umbau erfolgten in den Jahren 2009 und 2010. 2015 erhielt sie den ersten Michelin-Stern. Silvia Manser ist neben Tanja Grandits und Maryline Nozahic eine der bekanntesten Köchinnen der Schweiz.

## Auszeichnungen
- 2015 Ein Stern und 16 im Guide Michelin.
- 2019 16 Punkte im Gault Millau.
- 2023 17 Punkte im Gault Millau.